# Белокобыльский, Сергей Владимирович
Серге́й Влади́мирович Белокобы́льский (род. 27.05.1952, с. Георгиевка, Кинельский район, Куйбышевская область, РСФСР, СССР) — советский и российский учёный, кандидат физико-математических наук (1983), доктор технических наук (2007), профессор, ректор Братского государственного университета (2003—2018). Депутат Законодательного собрания Иркутской области второго созыва (2013—2018), член партии «Единая Россия». Заслуженный работник высшей школы Российской Федерации. Член комитета по социально-культурному законодательству Законодательного Собрания Иркутской области 2-го созыва. Награждён знаком отличия «За заслуги перед Иркутской областью». Почётный работник высшего профессионального образования Российской Федерации. Почётный ветеран города Братска.

## Биография
В 1969 году поступил, а в 1974 году с отличием окончил Куйбышевский политехнический институт имени В. В. Куйбышева по специальности «Машины и оборудование нефтяных и газовых промыслов». В том же году устроился на работу инженером-механиком вышкомонтажного цеха (впоследствии повышен до старшего инженера-механика) Братской нефтеразведочной экспедиции Восточно-Сибирского геологоразведочного управления по поискам нефти и газа, проработав до августа 1977 года.
С августа 1977 по ноябрь 1979 года — ассистент кафедры теоретической и прикладной механики Братского филиала Иркутского политехнического института, с ноября 1979 по февраль 1983 года — аспирант Ленинградского политехнического института им. М. И. Калинина.
В 1982 году защитил диссертацию кандидата физико-математических наук на тему «Фрикционные автоколебания и их приложение в динамике бурильной колонны» (специальность «Теоретическая механика»), а в 2006 году — докторскую диссертацию на тему «Устойчивость стационарных движений и автоколебания механических систем с сухим трением» (специальность «Динамика, прочность машин, приборов и аппаратуры»).
С 1983 по март 2003 года — последовательно ассистент, старший преподаватель, доцент, заведующий кафедрой теоретической и прикладной механики, декан общетехнического факультета, профессор кафедры теоретической и прикладной механики, проректор по учебной работе Братского индустриального института (в августе 1999 года переименован в Братский государственный технический университет).
С марта 2003 по 2018 год — ректор Братского государственного технического университета (в сентябре 2004 переименован в государственное образовательное учреждение высшего профессионального образования «Братский государственный университет», в марте 2011 года переименован в федеральное государственное бюджетное образовательное учреждение высшего профессионального образования «Братский государственный университет», в октябре 2015 года переименован в федеральное государственное бюджетное образовательное учреждение высшего образования «Братский государственный университет»).
28 мая 2018 года у Белокобыльского истёк срок трудового договора, исполняющим обязанности ректора БрГУ был назначен Гарик Давидович Гаспарян.
Диссернет - выявил нарушения научной этики, а именно, множественные  статьи и статьи с заимствованиями